# Serie 9000 de TMB
Para el modelo de tren, véase Alstom Metropolis 9000
La serie 9000 de TMB, desarrollada para la futura línea 9 del Metro de Barcelona, fue adjudicada en diciembre de 2002 por la Autoridad del Transporte Metropolitano de Barcelona (ATM) a un consorcio liderado por Alstom. El contrato involucra la creación de 250 coches y 50 trenes de cinco vehículos cada uno, con un valor total de 290 millones de euros. Alstom diseñó y fabricó la mayor parte de los trenes, mientras que su socio italiano, Ansaldobreda, se encargó de los bogies y convertidores. La producción, ensamblaje y pruebas de las unidades se llevaron a cabo en la planta de Alstom en Santa Perpetua de Mogoda, con componentes clave manufacturados en el Reino Unido y Francia.
El 21 de agosto de 2006, se llevó a cabo la presentación oficial de las primeras dos unidades de la serie 9000 en la cochera Triangle de Barcelona. La llegada de la primera unidad de esta serie se produjo en junio de 2006. Antes de esto, en mayo de 2005, se presentó una maqueta de la unidad 9000 en la misma cochera, con registros fotográficos que datan de febrero del mismo año.
La primera entrega de la serie se realizó en junio de 2006, y se previó que la recepción del material rodante se completara aproximadamente un año después, con la última entrega programada para abril de 2007. De esta manera, en esa fecha, la línea 9 del metro barcelonés estaría operando plenamente con este nuevo parque de trenes.
Las unidades de la familia Metropolis, diseñadas por Alstom, constan de una composición de cinco coches, de los cuales cuatro son motoras y uno es remolque, presentando una configuración de Mc-M-R-M-Mc, donde "Mc" representa coches con cabina. Los coches extremos cuentan con un enganche automático y otro semipermanente, mientras que los intermedios poseen enganches semipermanentes en ambos extremos.
En términos estéticos, las unidades conservan un esquema de color blanco predominante, en armonía con la identidad visual del Metro de Barcelona, lo que permite una alta integración con el resto de la red. Desde una perspectiva de diseño, Alstom priorizó características de seguridad, confort y sostenibilidad, incorporando tecnología avanzada para mejorar la eficiencia energética y reducir el peso y los costos de mantenimiento. Los trenes están equipados con sistemas de diagnóstico que optimizan su mantenimiento y garantizan su disponibilidad máxima, además de incorporar un sistema de control automático (ATC).
Cada coche está diseñado con cuatro puertas por lado, facilitando el flujo de pasajeros, y con pasillos interconectados que fomentan una circulación continua. El interior de las unidades está equipado con aire acondicionado, sistemas de información al pasajero y un diseño acústico mejorado para minimizar el ruido y las vibraciones.
Las especificaciones técnicas de la serie 9000 incluyen una velocidad máxima de 80 km/h, con una aceleración y deceleración que permiten una conducción eficiente y segura. La configuración de asientos y espacios permite una capacidad total de hasta 1,362 pasajeros, garantizando comodidad durante los periodos de alta demanda.
Desde su inicio de operación, la serie 9000 ha ido integrándose en diversas líneas del metro. El primer tren comenzó a circular el 28 de septiembre de 2006 en la línea L2, y para finales de 2007, 24 coches de esta serie ya estaban en funcionamiento en dicha línea. Posteriormente, hizo su debut en la línea L4 el 7 de enero de 2008, sustituido en parte por trenes de la serie 1100.
Más recientemente, el 12 de noviembre de 2019, se incorporó una nueva composición de la serie 9000 a las líneas 1, 3, 4 y 5 del metro, como parte de un refuerzo de servicios planificado para el año 2020.